# Microregione di Mata Alagoana
Mata Alagoana è una microregione dello Stato dell'Alagoas in Brasile, appartenente alla mesoregione di Leste Alagoano.

## Comuni
Comprende 16 comuni:
- Colônia Leopoldina
- Novo Lino
- Campestre
- Jundiá
- Jacuípe
- Porto Calvo
- Matriz de Camaragibe
- Joaquim Gomes
- Branquinha
- Flexeiras
- São Luís do Quitunde
- Messias
- Murici
- Capela
- Cajueiro
- Atalaia